# Épernay
Épernay là một xã trong tỉnh Marne, thuộc vùng Grand Est của nước Pháp, có dân số là 26000 người (thời điểm 2004). Xã nằm trong một vùng trồng nho và là một trong những trung tâm chính sản xuất rượu champagne.

## Thông tin nhân khẩu
| 1962   | 1968   | 1975   | 1982   | 1990   | 1999   |
| ------ | ------ | ------ | ------ | ------ | ------ |
| 23 884 | 26 583 | 29 677 | 27 668 | 26 682 | 25 844 |

## Các thành phố kết nghĩa
- Ettlingen, Đức,
- Clevedon, Vương quốc Anh,
- Fada N'Gourma, Burkina Faso,
- Middelkerke, Bỉ,
- Montespertoli, Ý,